# Maciço do Dévoluy
O Maciço do Dévoluy  (em francês:  Massif du Dévoluy) é um  maciço que faz parte dos Alpes Ocidentais na sua secção dos Pré-Alpes do Dauphiné e que se encontra no departamento francês da Isère, da Altos-Alpes e da Drôme, na região de Ródano-Alpes. O ponto mais alto é o Grande Tête de l'Obiou com 2.789 m.

## Geografia
Composta por rocha sedimentar o maciço está rodeado pelo Maciço do Taillefer a Norte, pelo Maciço des Écrins a Nordeste mas separado dele pelo Rio Drac, a Sul pelos Maciço de Gape, e  Maciço do Vercors e  Maciço do Diois a Oeste.

## SOIUSA
A Subdivisão Orográfica Internacional Unificada do Sistema Alpino (SOIUSA) criada em 2005, dividiu os Alpes em duas grandes partes:Alpes Ocidentais e Alpes Orientais, separados pela linha formada pelo  Rio Reno - Passo de Spluga - Lago de Como - Lago de Lecco.
Os Pré-Alpes do Dévoluy, Pré-Alpes ocidentais de Gap, Pré-Alpes do Vercors, Pré-Alpes do Diois, e Pré-Alpes das Baronnies formam os Pré-Alpes do Delfinado.

### Classificação  SOIUSA
Segundo a SOIUSA este acidente orográfico chama-se  Pré-Alpes do Dévoluy e é uma Sub-secção alpina  com a seguinte classificação:
- Parte = Alpes Ocidentais
- Grande sector alpino = Alpes Ocidentais-Sul
- Secção alpina = Pré-Alpes do Delfinado
- Sub-secção alpina = Pré-Alpes do Dévoluy
- Código = I/A-6.I

## Imagem

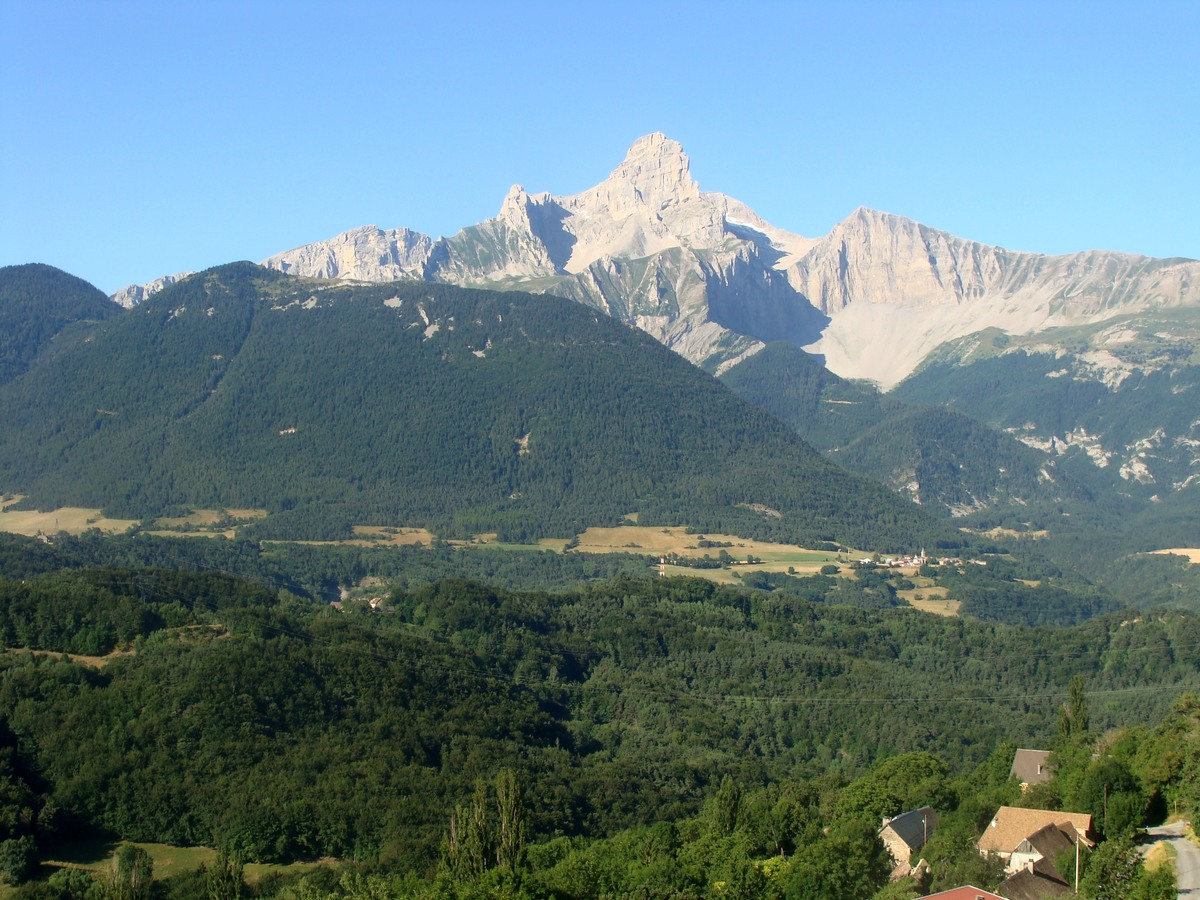
A Grande Tête de l'Obiou
Mapa do Devoluy